# Panhard EBR
O Panhard EBR (francês:Panhard Engin Blindé de Reconnaissance; em português: Panhard Equipamento Blindado de Reconhecimento) é um veículo blindado ligeiro fabricado pela Panhard para o exército francês, e mais tarde utilizado em todo o mundo. Foi extensamente utilizado na Guerra da Argélia pelos franceses, e na Guerra Colonial pelos portugueses.
O EBR é um veículo de reconhecimento com 8x8 rodas desenhado antes da Segunda Guerra Mundial, mas só depois fabricado, com mais de 1.200 viaturas produzidas depois de 1954.

## Galeria

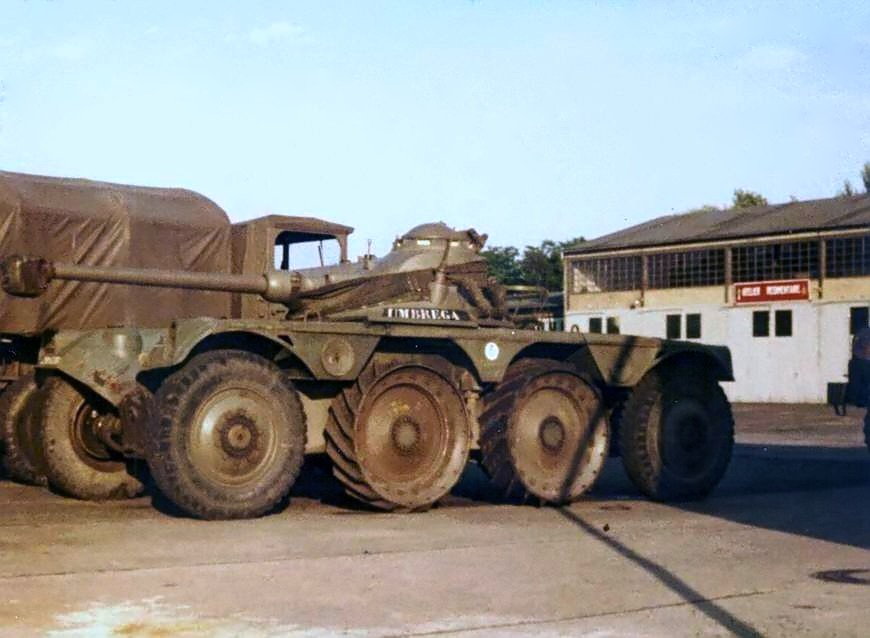
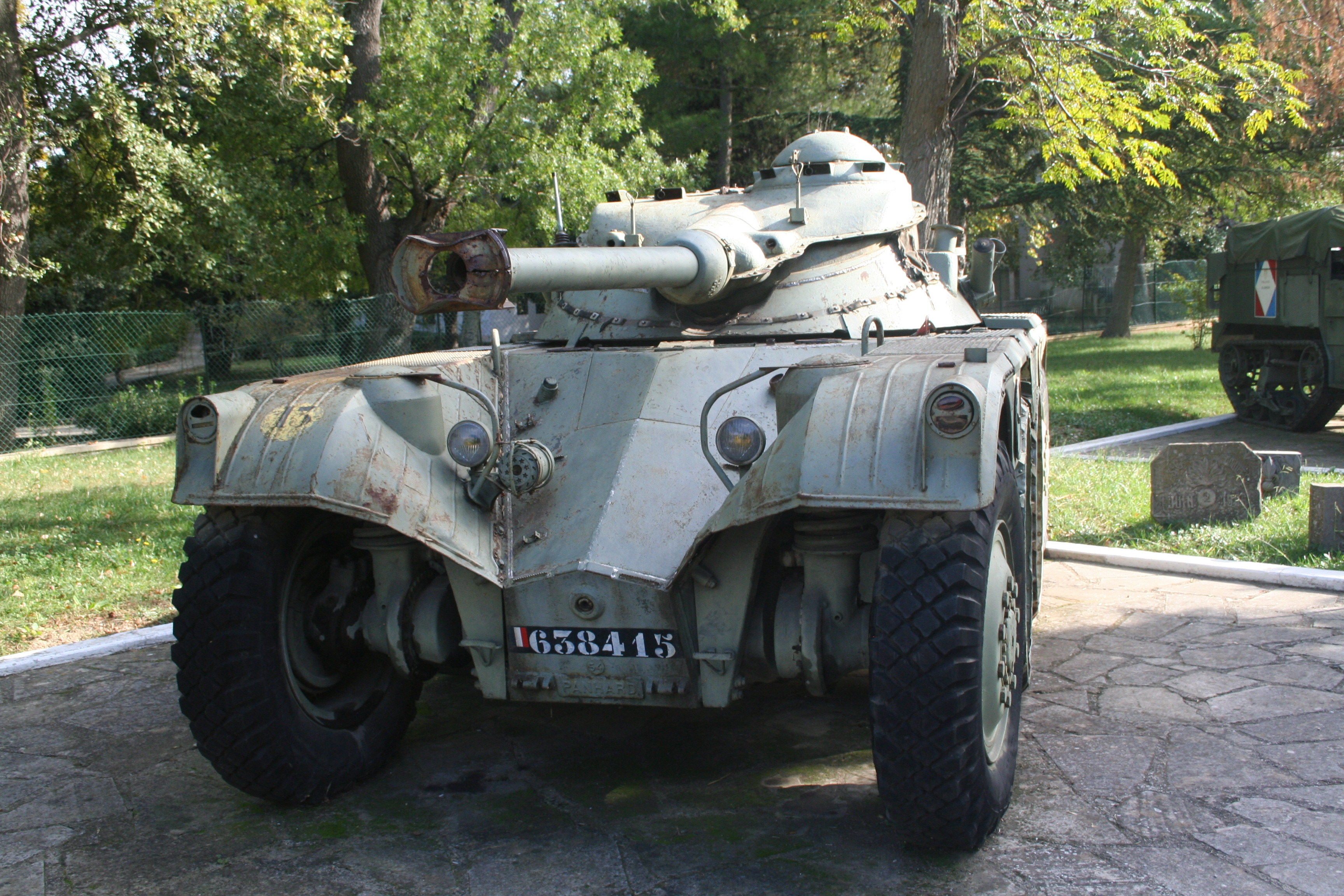
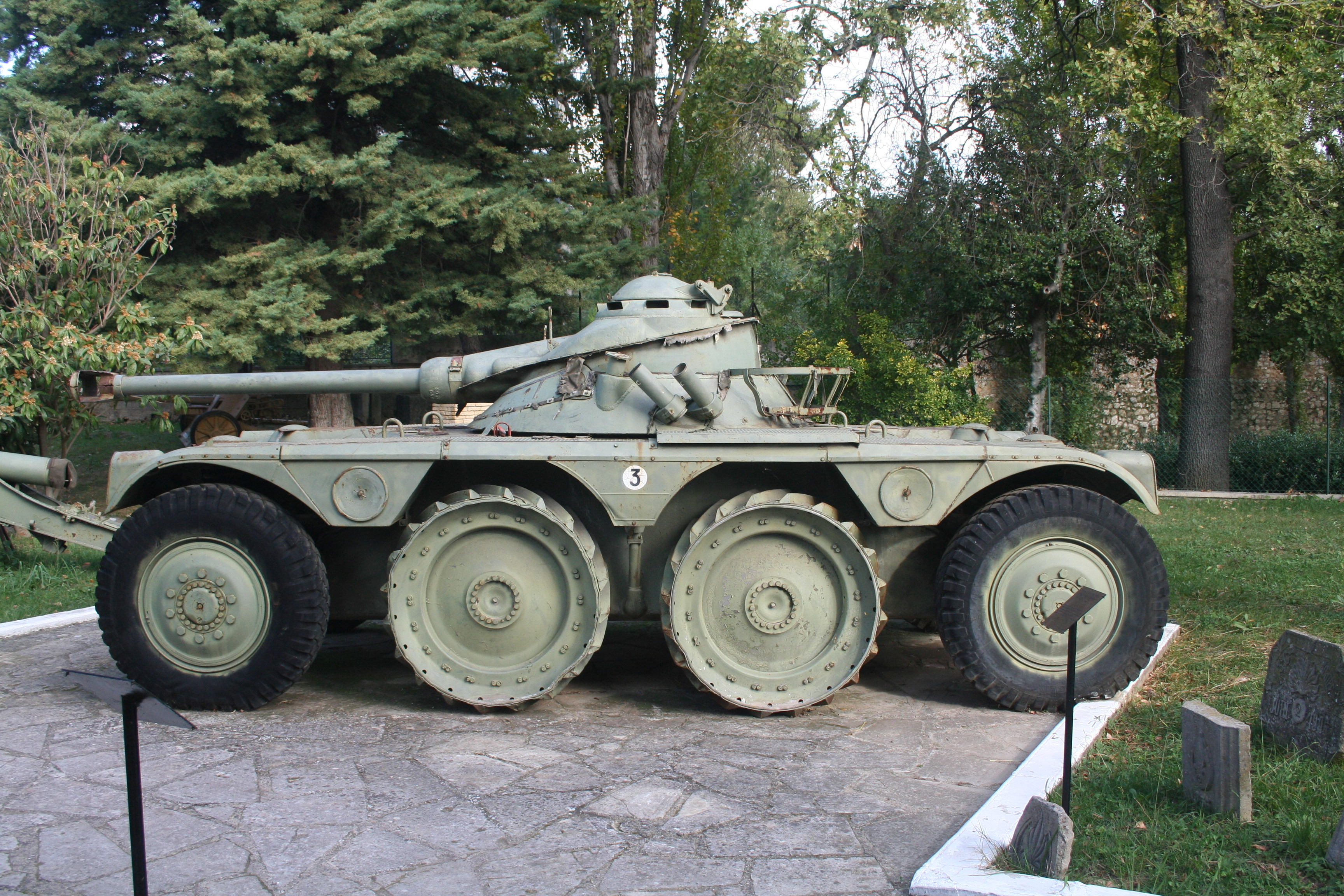